# Осми нервни слом
Осми нервни слом је седми студијски албум музичке групе Рибља чорба, објављен 1986. године.
Песме „Немој да идеш мојом улицом“ и „Амстердам“, у којима се као гост појављује певач Еди Грант, су биле највећи хитови са овог издања.
У балади „Проклето сам“ пратеће вокале је отпевала глумица Ана Костовска, а у песми „Један човек“ саксофон је свирао Јова Маљоковић.
Песма „Орао“ је требало да се нађе на овом албуму, али из неког разлога, први пут је обављена у BOX SET Рибље чорбе "1978-1990" из 2011. године.

## Списак песама
1. Немој да идеш мојом улицом — 2:35
2. Јужна Африка ’85 (Ја ћу да певам) — 3:26
3. Један човек — 4:31
4. Љути  — 3:00
5. Сутра ме пробуди — 4:12
6. Амстердам — 3:42
7. Ту нема Бога, нема правде — 3:05
8. Црно је доле — 3:17
9. Цава — 3:33
10. Проклето сам — 5:04

## Чланови групе
- Бора Ђорђевић — вокал
- Видоја Божиновић — гитара
- Никола Чутурило — гитара
- Миша Алексић — бас-гитара
- Вицко Милатовић — бубњеви

### Гостујући музичари на албуму
- Еди Грант — вокал
- Ана Костовска — пратећи вокали
- Јова Маљоковић — саксофон